# Gerrit van den Berg
Gerrit van den Berg (Amsterdam, 24 de maig de 1903 - ?) va ser un ciclista neerlandès que fou professional entre 1926 i 1928. Del seu palmarès destaca el tercer lloc al Campionat del món amateur de 1925, per darrere del belga Henri Hoevenaers i el francès Marc Bocher.